# Награди „Оскар“ (43-та церемония)
Четиридесет и третата церемония по връчване на филмовите награди „Оскар“ се провежда на 15 април 1971 година. На нея се връчват призове за най-добри постижения във филмовото изкуство за предходната 1970 година. Събитието се провежда в „Дороти Чандлър Павилион“, Лос Анджелис, Калифорния. За трета поредна година, представлението няма специално назначен водещ.
Големият победител на вечерта е военният биографичен филм „Патън„ на режисьора Франклин Шафнър, номиниран в 10 категории за наградата, печелейки цели 7 статуетки, включително за най-добър филм и най-добър режисьор.
Сред останалите основни заглавия са драмата „Летище„ на Джордж Сийтън по романа на Артър Хейли, романтичната драма „Любовна история„ на Артър Хилър, сатирата „Военнополева болница„ на Робърт Олтмън и „Дъщерята на Райън„ на Дейвид Лийн.
Това е церемонията на която Джордж Скот отказва присъдения му „Оскар“ за главна роля заявявайки, че наградите на академията са „...двучасов парад на месо, публична демонстрация на изкуствено създадено напрежение по икономически причини.“ Две години по-късно, Марлон Брандо ще направи същото изтъквайки други причини за отказа си.

## Филми с множество номинации и награди
| Долуизброените филми получават повече от 2 номинации в различните категории за настоящата церемония: - 10 номинации: Летище и „Патън - 7 номинации: Любовна история - 5 номинации: Военнополева болница и Тора! Тора! Тора! - 4 номинации: Пет леки пиеси, Дъщерята на Райън, Скъперник и Влюбени жени - 3 номинации: Скъпа Лили, Никога не пях за моя баща, Любовници и други непознати и Уудсток | Долуизброените филми получават повече от 1 награда „Оскар“ на настоящата церемония:. - 7 статуетки: Патън - 2 статуетки: Дъщерята на Райън |

## Номинации и награди
Долната таблица показва номинациите за наградите в основните категории. Победителите са изписани на първо място с удебелен шрифт.
| Най-добър филм | Най-добър режисьор |
| --- | --- |
| - Патън - Летище - Пет леки пиеси - Любовна история - Военнополева болница | - Франклин Шафнър – Патън - Робърт Олтмън – Военнополева болница - Федерико Фелини – Сатирикон - Артър Хилър – Любовна история - Кен Ръсел – Влюбени жени                                       |
| Най-добра мъжка роля | Най-добра женска роля |
| - Джордж Скот – Патън (отказан от актьора) - Мелвин Дъглас – Близки непознати - Джеймс Ърл Джоунс – Голямата бяла надежда - Джак Никълсън – Пет леки пиеси - Райън О'Нийл – Любовна история  | - Гленда Джаксън – Влюбени жени - Джейн Александър – Голямата бяла надежда - Али Макгроу – Любовна история - Сара Майлс – Дъщерята на Райън - Кари Снодгрес – Дневникът на лудата домакиня      |
| Най-добра поддържаща мъжка роля | Най-добра поддържаща женска роля |
| - Джон Милс – Дъщерята на Райън - Ричард Кастелано – Любовници и други непознати - Вожд Дан Джордж – Малък голям човек - Джийн Хекман – Близки непознати - Джон Марли – Любовна история      | - Хелън Хейс – Летище - Карън Блек – Пет леки пиеси - Лий Грант – Земевладелецът - Сали Келерман – Военнополева болница - Морийн Стейпълтън – Летище                                            |
| Най-добър оригинален сценарий | Най-добър адаптиран сценарий |
| - Патън – Франсис Форд Копола и Едмънд Норт - Пет леки пиеси – Боб Рафелсън - Джо – Норман Уекслър - Любовна история – Ерик Сегал - Моята нощ при Мод – Ерик Ромер                           | - Военнополева болница – Ринг Ларднър - Летище – Джордж Сийтън - Близки непознати – Робърт Андерсън - Любовници и други непознати – Джоузеф Болоня и Дейвид Гудман - Влюбени жени – Лари Крамър |
| Най-добра кинематография (операторско майсторство) | Най-добър чуждоезичен филм |
| - Дъщерята на Райън – Фреди Йънг - Патън – Фред Коенкамп - Летище – Ърнест Ласло - Тора! Тора! Тора! – Осами Фуруя, Синсаку Химеда, Масамичи Сато и Чарлс Уилър - Влюбени жени – Били Уилямс | - Следствие по делото на гражданина извън всякакво подозрение – Италия - Първа любов – Швейцария - Хоа Бин – Франция - Мир на нивите – Белгия - Тристана – Испания                              |